# Cicer kermanense
Cicer kermanense är en ärtväxtart som beskrevs av Joseph Friedrich Nicolaus Bornmüller. Cicer kermanense ingår i släktet kikärter, och familjen ärtväxter. Inga underarter finns listade i Catalogue of Life.